# Circuit de Lorena
El Circuit de Lorena (en francès Circuit de Lorraine) és una competició ciclista per etapes que es disputa anualment al departament de la Lorena.
La cursa es creà el 1956 amb el nom de Circuit des Mines, sent una prova reservada a ciclistes amateurs fins al 1994. A partir de 1995 la cursa s'obrí al professionals i el 2005 canvià de nom i prengué el nom actual. Aquell mateix any la cursa s'integrà a l'UCI Europa Tour, amb una categoria 2.1.

## Palmarès
| Any               | Vencedor               | Segon                | Tercer                |
| ----------------- | ---------------------- | -------------------- | --------------------- |
| Circuit des Mines |                        |                      |                       |
| 1956              | Pierre Lambolez        | Paul Berné           | Bernard Linder        |
| 1957              | Henri Wasilewski       | Pierre Lambolez      | Paul Fallot           |
| 1958              | René Osterdag          | Guido Anzile         | Marcel Hocquaux       |
| 1959              | Noël Chavy             | Henri Guillier       | François Gelhausen    |
| 1960              | Marcel Hocquaux        | Roger Castel         | Mario Zuliani         |
| 1961              | Robert Duveau          | René Osterdag        | Albert Platel         |
| 1962              | Guido Anzile           | Marcel Hocquaux      | Désiré Cartigny       |
| 1963              | Elio Gerussi           | Burkhard Ebert       | Marcel Hocquaux       |
| 1964              | Jean-Pierre Magnien    | Léopold Vergauwe     | Nicolas Manzo         |
| 1965              | Maurice Izier          | René Bingelli        | Daniel Labrouille     |
| 1966              | Jan Van Der Horst      | Nol Kloostermann     | André Wilhelm         |
| 1967              | Joseph Pare            | Derek Harrisson      | René Grelin           |
| 1968              | Fedor Den Hertog       | Erwin Thalmann       | Martin Gombert        |
| 1969              | Joop Zoetemelk         | Jean-Pierre Boulard  | Mathijs De Koning     |
| 1970              | Andrejz Kaczmarek      | Jan Stachura         | Aimable Denhez        |
| 1971              | Mathijs De Koning      | Arie Hassink         | Gerrie Knetemann      |
| 1972-1976         | No organitzada         | No organitzada       | No organitzada        |
| 1977              | Johan van den Meer     | Jacques Desportes    | Daniel Wiesner        |
| 1978              | Gérrit Mak             | Adri van Opdorp      | Jan de Nijs           |
| 1979              | Anthony Doyle          | Christian Poulignot  | Alain Coppel          |
| 1980              | Frédéric Vichot        | Pascal Guyot         | Roberto Rastello      |
| 1981              | Régis Simon            | Teun Van Vliet       | Patrice Boulard       |
| 1982              | Jean-Paul Hosotte      | Mathieu Hermans      | Patrick Hosotte       |
| 1983              | Zbigniew Krasniak      | Arie Hassink         | Patrick Hosotte       |
| 1984              | Teun Van Vliet         | Darryl Webster       | Zbigniew Krasniak     |
| 1985              | Pascal Lance           | Paul Curran          | Peter Longbottom      |
| 1986              | Paul Curran            | René Bittinger       | John Tonks            |
| 1987              | Gilles Figue           | Michel Friedmann     | John Carlsen          |
| 1988              | Pascal Lance           | Paul Curran          | Lutz Nippen           |
| 1989              | Bruno Huger            | Eric Cent            | Zbigniew Krasniak     |
| 1990              | Régis Simon            | Dominique Chignoli   | Andrej Mackowski      |
| 1991              | Nikolai Galitchanine   | Pascal Deramé        | Iuri Sourkov          |
| 1992              | Diego Ferrari          | Jean-Pierre Bourgeot | Jean-Philippe Duracka |
| 1993              | Jean-Christophe Currit | Denis Leproux        | Saulius Sarkauskas    |
| 1994              | Christophe Mengin      | Piotr Wadecki        | Jonas Romanovas       |
| 1995              | Grégoire Balland       | Sergei Ivanov        | Jurgen Gilsing        |
| 1996              | Stefano Dante          | Sergei Ivanov        | Marc Streel           |
| 1997              | Eddy Seigneur          | Denis Leproux        | Frédéric Gabriel      |
| 1998              | Aleksandr Vinokúrov    | Michael Sandstod     | Damien Nazon          |
| 1999              | Arturas Kasputis       | Christophe Oriol     | Zbigniew Piatek       |
| 2000              | Nicki Sørensen         | Gilles Maignan       | Stéphane Berges       |
| 2001              | Chris Newton           | Daniel Schnider      | Nathan O'Neill        |
| 2002              | Giampaolo Cheula       | Morten Sonne         | Andy Flickinger       |
| 2003              | Guillaume Auger        | Emilien Berges       | Andrej Pchelkin       |
| 2004              | Joost Posthuma         | Jukka Vastaranta     | Lars Boom             |
| Circuit de Lorena |                        |                      |                       |
| 2005              | Andris Nauduzs         | Koji Fukushima       | Sven Renders          |
| 2006              | Mauricio Soler         | Eddy Ratti           | Eduardo Gonzalo       |
| 2007              | Jörg Jaksche           | Martijn Maaskant     | Eduardo Gonzalo       |
| 2008              | Steve Chainel          | Jonathan Hivert      | Hannes Blank          |
| 2009              | Matteo Carrara         | Maxime Mederel       | José João Pimenta     |
| 2010              | Fabio Felline          | Pierre Rolland       | Matteo Carrara        |
| 2011              | Anthony Roux           | Thomas de Gendt      | Julien Simon          |
| 2012              | Nacer Bouhanni         | Steven Tronet        | Marco Marcato         |

1. ↑  Classificació per punts
2. ↑  Inicialment el belga Alain Peters s'emporta la victòria per davant del suec Lars Myrgberg i el britànic Anthony Doyle. Aquest darrer és declarat vencedor de la cursa el 4 de juliol de 1979 per l'exclusió dels dos primers classificats ja que la cursa estava reservada a francesos o estrangers vinculats a clubs francesos.